# Peter Tuma
Peter Tuma (* 1938 in Wolsdorf/Landkreis Helmstedt) ist ein deutscher Maler und Grafiker.

## Leben
Tuma studierte von 1958 bis 1962 an der Werkkunstschule Braunschweig bei Peter Voigt und an der Akademie der Bildenden Künste in Ljubljana bei Gabrijel Stupica. 1962 hatte er einen Gastaufenthalt im Schloss der Stadt Wolfsburg. Im selben Jahr erhielt er den Rudolf-Wilke-Preis der Stadt Braunschweig und bezog sein erstes Atelier in Wolfenbüttel. 1966 erhielt er den Rompreis Villa Massimo. Nach einem weiteren Gastaufenthalt im Schloss der Stadt Wolfsburg erhielt er 1971 den 3. Preis für Grafik Junges Forum. Künstler unter 35 Jahren der Kunsthalle Bremen. 1971 schuf er ein knapp acht Meter langes Wandbild für das Foyer des neuen Städtischen Klinikums in Wolfenbüttel. Von 1974 bis 1975 erhielt er den Parispreis Cité des Arts. Von 1978 bis 1979 hatte Tuma Lehraufträge an der Hochschule für Bildende Künste Braunschweig und der Fachhochschule Hannover. 1980 erhielt er den 2. Preis beim Hastra-Wettbewerb in Hannover.
1982 erhielt Tuma den Künstlerpreis der Landesregierung Hannover und wurde zum Professor für künstlerische Grundlagen an der Fachhochschule Hannover im Fachbereich Kunst und Design ernannt. Von 1982 bis 1983 nahm Tuma am Internationalen Artcamp in Braunschweig und Kasauli in Indien teil. 1985 hatte er einen Studienaufenthalt in der Casa Baldi in Olevano. 1988 erhielt er den Jurypreis der 3. Internationalen Biennale in Kairo. Nach einem Arbeitsaufenthalt an der Kunstakademie Prag 1991 unternahm er ein Jahr später eine erste Japanreise. Tuma war am Aufbau der Hochschulpartnerschaft zwischen der Hiroshima City University und der Fachhochschule Hannover beteiligt. 2003 beendete er seine Lehrtätigkeit in Hannover. Peter Tuma lebt und arbeitet in Wolfenbüttel.

## Werk
Tumas frühe Arbeiten sind durch die Linie bestimmt und beinhalten architektonische Elemente mit umweltkritischen Aspekten. Sie befassen sich mit Gewächshäusern, Theaterbauten, Stauwerken und Schiffskörpern. Später kommen landschaftliche Aspekte hinzu, Treibhauspflanzen, Keimlinge oder Erdschollen, die von Gittern bedeckt werden. Eine typische Arbeit jener Jahre ist das Gemälde „Landschaftsstück“ von 1971, Acryl auf Leinwand, 72 × 58 cm. Gouachen und Grafiken haben Titel wie „Landschaftsstück mit Keimlingen“ (1971), „Wohnkubus“ (1971) oder „Landschaftsabdeckung“ (1972). Tuma zählte mit Künstlern wie Werner Nöfer, Hermann Waldenburg oder Jens Lausen zu den Protagonisten einer Neuen Landschaft. Seine Grafiken wurden von den Editionen Apex in Göttingen, Klaus Lüpke in Frankfurt am Main oder Schöner Wohnen in Hamburg verlegt.
In den letzten Jahren versammelt Tuma neue Bilderfolgen unter dem Titel „Pathetische Stilleben“. Die Arbeiten balancieren zwischen Abstraktion und Figuration und beziehen Anregung aus verschiedenen Aufenthalten des Künstlers in Japan, wie zum Beispiel die Arbeit „Nippon Wall“ von 2003. Banale Motive wie Bonsaibäumchen, Kirschblüten, Bambus, Manga oder das Sony-Logo verarbeitet Tuma zu einer Art Japan-Pop. Sein Repertoire an Versatzstücken aus dieser Japan-Pop-Welt mischt der Künstler und verwendet dabei vorwiegend Methoden, die aus dem Bereich der Massenkultur stammen, zum Beispiel Schablonieren, Negativieren, unterschiedliches Einfärben oder mit Schrift ergänzen.

## Einzelausstellungen
- 1963 Ottokar Koeppen, Peter Tuma: Träger des Rudolf-Wilke-Preises der Stadt Braunschweig 1960 und 1962; Ölbilder und Graphik, Kunstverein Braunschweig
- 1966 Peter Tuma, Galerie im Centre, Göttingen
- 1967 Peter Tuma, Großgörschen 35, Berlin
- 1968 Peter Tuma. Handzeichnungen, Galerie Schmücking, Braunschweig
- 1971 Peter Tuma, Galerie Dorothea Leonhart, München
- 1971 Peter Tuma, Galerie Kammer, Hamburg
- 1972 Peter Tuma, Landschaften, Galerie Walther, Düsseldorf; auch 1983
- 1974 Tuma: Peintures et Dessins, Galerie Karl Flinker, Paris
- 1988 Peter Tuma: Malerei und Zeichnungen, Kunstverein Wolfenbüttel
- 1977 Peter Tuma: Malerei und Zeichnungen, Galerie Buchholz, München
- 1999 Peter Tuma: Malerei, Kornspeicher der Herzog August Bibliothek, Wolfenbüttel
- 2003 Peter Tuma / Pathetische Stilleben, Künstlerhaus Göttingen
- 2008 stills & sounds mit Ulrich Eller, Städtische Galerie KUBUS, Hannover
- 2016 Almut und Peter Tuma, Pathetische Stilleben, Bilder und Keramiken, Galerie vom Zufall und Glück, Hannover
- 2016 Im Inneren wie Schnee mit Tom Otto, Nord/LB art gallery, Hannover

## Gruppenausstellungen
- 1961–1967 Junge Stadt sieht junge Kunst, Wolfsburg
- 1967 Rompreisträger, Villa Massimo, Rom
- 1969 Kunstpreis junger westen, Recklinghausen
- 1970 10 Braunschweiger und 10 Wolfsburger, Kunstverein Wolfsburg
- 1971 Künstler unter 35 Jahren, Kunsthalle Bremen
- 1977 documenta 6, Kassel
- 2003 metamorphoris, Hiroshima, Japan
- 2013 86. Herbstausstellung, Kunstverein Hannover

Als Mitglied des Deutschen Künstlerbundes nahm Peter Tuma zwischen 1969 und 1992 an acht großen DKB-Jahresausstellungen teil.

## Tuma satirisch
- 2014 Kunststückchen, Inhalt: "Zeichnungen, Skizzen, Gelegenheitsgrafiken", Kunstverein Wolfenbüttel,
- 2015/16 Ein Anfang mit Speeren / Szenen aus dem Leben der Schöninger Männer, Paläon, Schöningen
- 2015/16/17 Lichtenberg reloaded, wechselnde Orte(beginnend im Wilhelm Busch-Museum, Hannover, dann Kunstverein Marburg, dann im Romantikerhaus, Jena, und zum Schluss Altes Rathaus, Göttingen)
- 2016 TUMA satirisch,  Städtisches Museum Braunschweig
- 2017 Ein Anfang mit Speeren / Szenen aus dem Leben der Schöninger Männer, Wilhelm Busch-Museum, Hannover, (Einzelausstellung, Eröffnung Oktober 2017)

## Monografie
- Peter Tuma. Am Wege / En Route, Kerber Verlag, Bielefeld 2020 (144 Seiten. Mit Textbeiträgen von Ulrich Krempel, Henrike Junge-Gent, Michael Schwarz, Giso Westing sowie einer Bibliografie und einer Übersicht über die Einzel- und Gruppenausstellungen ab 1961). ISBN 978-3-7356-0689-1

## Werkdokumentation (Auswahl)
- Peter Tuma, Ausstellungskatalog, Galerie Walther, Düsseldorf 1972
- Bernhard Holeczek, Peter Tuma. Bilder und Zeichnungen, Kunstverein Braunschweig, 1977
- Peter Tuma. Bilder und Zeichnungen. Peintures et Dessins, Galerie Etienne de Causans, Paris, und Galerie Walther, Düsseldorf 1983
- Künstler in Niedersachsen. Ankäufe des Landes seit 1976. Eine Ausstellung des Niedersächsischen Ministers für Wissenschaft und Kunst, Kunstverein, Hannover 1983
- Michael Schwarz, Peter Tuma, Verlag Th. Schäfer, Hannover 1993
- Peter Tuma. Neue Bilder, Katalog zur Ausstellung im Kornspeicher der Herzog August Bibliothek, Wolfenbüttel 1999
- Peter Tuma: Pathetische Stillleben, Katalog zur Ausstellung 2003 im Künstlerhaus, Göttingen
- Peter Tuma: Satiren und Humoresken, Göttinger Verlag der Kunst, 2018, ISBN 978-3-945869-06-2